# John Walter Christie
John Walter Christie (6. května 1865, New Milford, New Jersey, USA – 11. ledna 1944, Falls Church, Virginie) byl americký konstruktér a vynálezce. Je znám především pro svá konstrukční řešení použitá v britských tancích řady Covenanter, Cruiser a Comet a sovětských tancích řady BT a T-34.

## Život a kariéra
Christie se narodil v Campbell-Christie House v New Milford v New Jersey. Začal pracovat ve věku šestnácti let v Delamater Iron Works a studovat na Cooper Union v New York City. Stal se inženýrem a pracoval v oblasti parníků a ponorek. Jeho první patent se týkal vylepšeného pohybu věží námořních děl.
Ve stejné době pracoval na plánech předního pohonu automobilů, který podporoval účastí v automobilových závodech jako například Readville Race Track nebo v 1905 Vanderbilt Cup, kde se vyboural s Vincenzem Lanciou, který si všiml Christieho technického řešení, které se později objevilo v modelu Lancia Lambda.
Christie byl prvním Američanem, který se účastnil Grand Prix Francie, a to v roce 1907 s automobilem osazeným motorem V4 o objemu 19 891 cm³, který se stal motorem s největším objemem použitým v závodě Grand Prix.

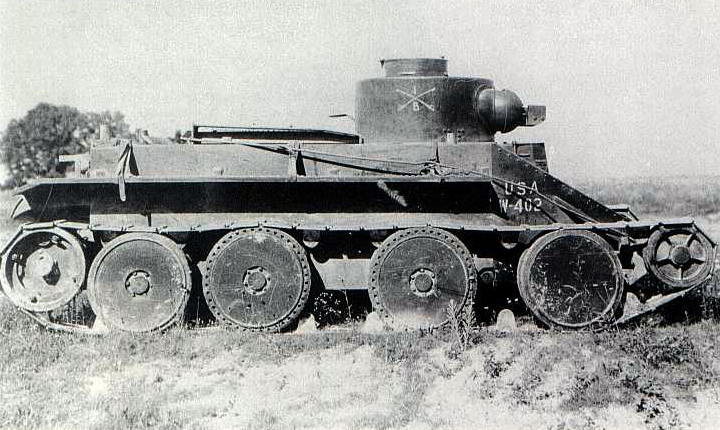
Typ M1931 (T1)

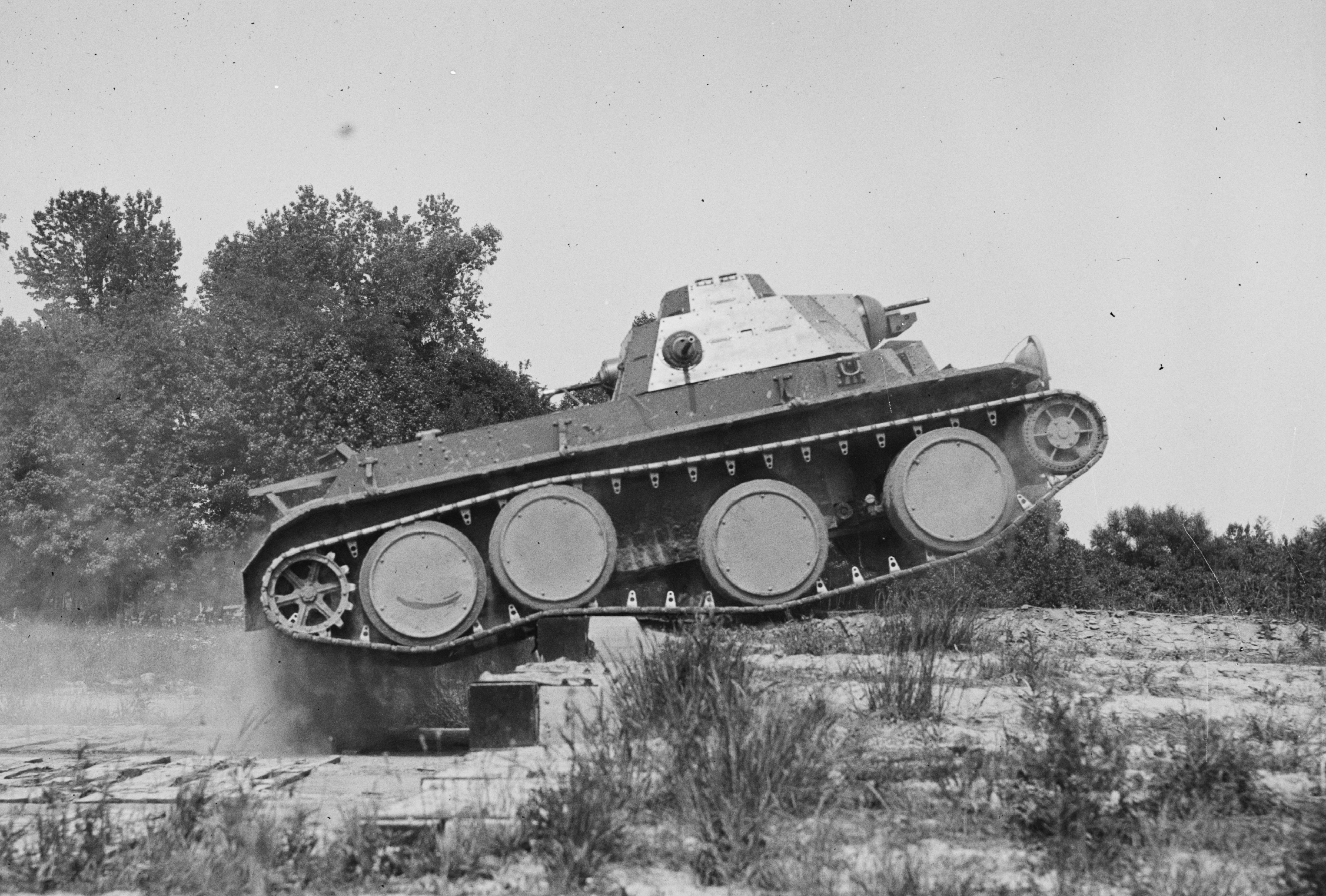
Typ M1936 (T3E2)

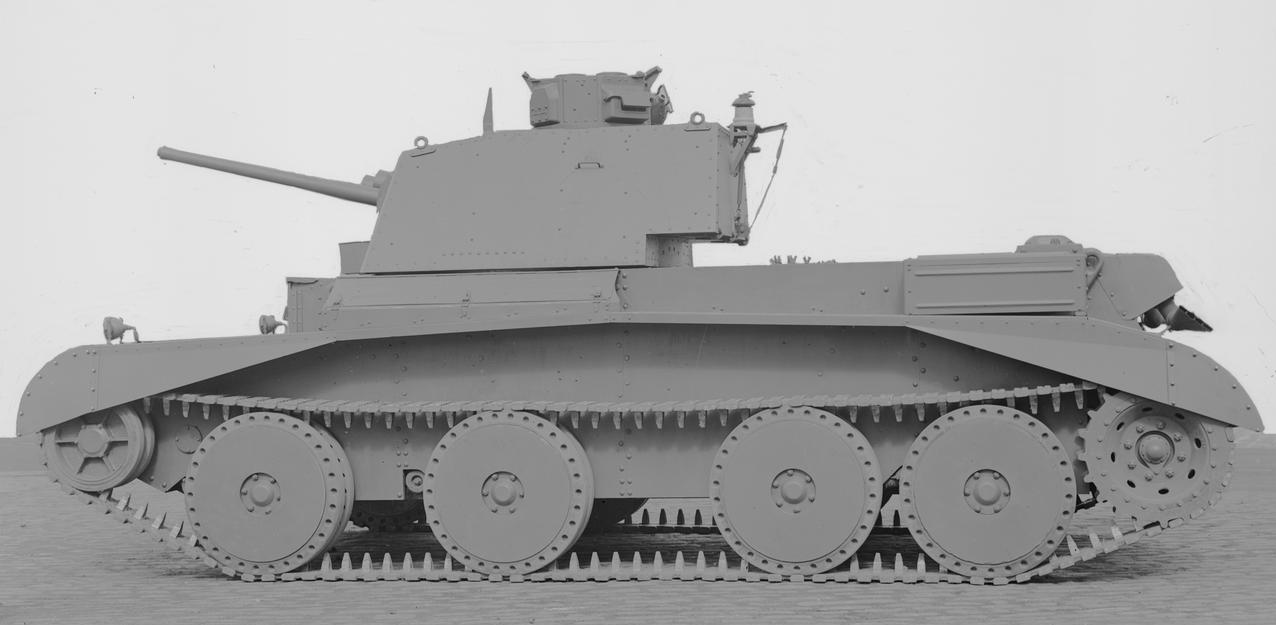
Britský tank Cruiser Mk III postavený na základě odpružení Christieho

V roce 1909 Christie navrhl vlastní podobu newyorského taxíku s předním pohonem a vpředu uloženým motorem napříč. Technické řešení se podobalo o 50 let mladšímu konceptu Aleca Issigonise v automobilu Mini. V roce 1912 vyvinul vozidlo pro hasiče, které se rozšířilo do celého USA. V roce 1916 vyvinul prototyp čtyřkolového podvozku pro dělo, který odmítl upravit dle pravidel pro zbraně armády USA.
Úspěch zaznamenal v roce 1915, kdy pro armádu USA navrhl obojživelné vozidlo US Marine Corps Tank G.C.2, které doporučil i generál Smedley Butler. Christie předkládal armádě další návrhy, které nebyly přijaty hlavně pro omezenou schopnost pohybu pásových vozidel. Obrátil pozornost k tomuto problému a v roce 1928 přišel s řešením v podobě podvozku pro tank M1928. Zajímavostí Christieho řešení je, že tank mohl jezdit i bez pásů. Christieho konstrukce však znamenala menší prostor pro posádku. Christie také při konstrukci svých tanků využíval šikmého pancéřování, které má vliv na úhel dopadu střely.[zdroj?]
Christie prosazoval koncepci tanku jako rychlého útočného vozidla s dlouhým dojezdem, část velení americké armády je však považovala za podpůrné stroje, které měly hlavně chránit pěchotu. Lepšího přijetí se Christieho tank dočkal u kavaleristů, mezi nimiž byl - tehdy ještě podplukovník - George S. Patton.[nenalezeno v uvedeném zdroji] Ozbrojené síly Spojených států amerických nakonec tank M1928 odmítly, Christie jej proto nabídl do zahraničí. Jednal s vládami Velké Británie, Polska a Sovětského svazu.
Prodej do Polska se nezdařil, Christie nesplnil podmínky smlouvy a pod hrozbou soudní pře musel polské straně vrátit finanční zálohu. Modely tanků M1931 a M1932 se mu však povedlo prodat do Velké Británie a Sovětského svazu. V roce 1930 Christie navrhl "létající tank".
Po odmítnutí tanku M1928 americkou armádou Christie pracoval na dalších a dalších návrzích a prototypech tanků. Armáda zakoupila jen několik prototypů, žádný z návrhů nikdy nebyl v USA realizován.
Zemřel 11. ledna 1944 ve Falls Church ve Virginii.